# Józef Bilczewski
Józef (Joseph) Bilczewski (Wilamowice, 26 april 1860 - Lviv, 20 maart 1923) was een Poolse rooms-katholiek aartsbisschop.
Bilczewski ging naar het gymnasium in Wadowice, de geboorteplaats van paus Johannes Paulus II. In 1900 werd hij aartsbisschop van de Latijnse ritus in Oekraïne. In die hoedanigheid nam hij het op voor arbeiders en arme boeren. Na de Eerste Wereldoorlog verdedigde hij katholieken, orthodoxen en joden tegen de Sovjets. Paus Johannes Paulus II, die in 2001 Oekraïne bezocht, verklaarde Bilczewski daar zalig. Op 22 oktober 2005 werd hij heilig verklaard door paus Benedictus XVI. Zijn feestdag is op 20 maart.

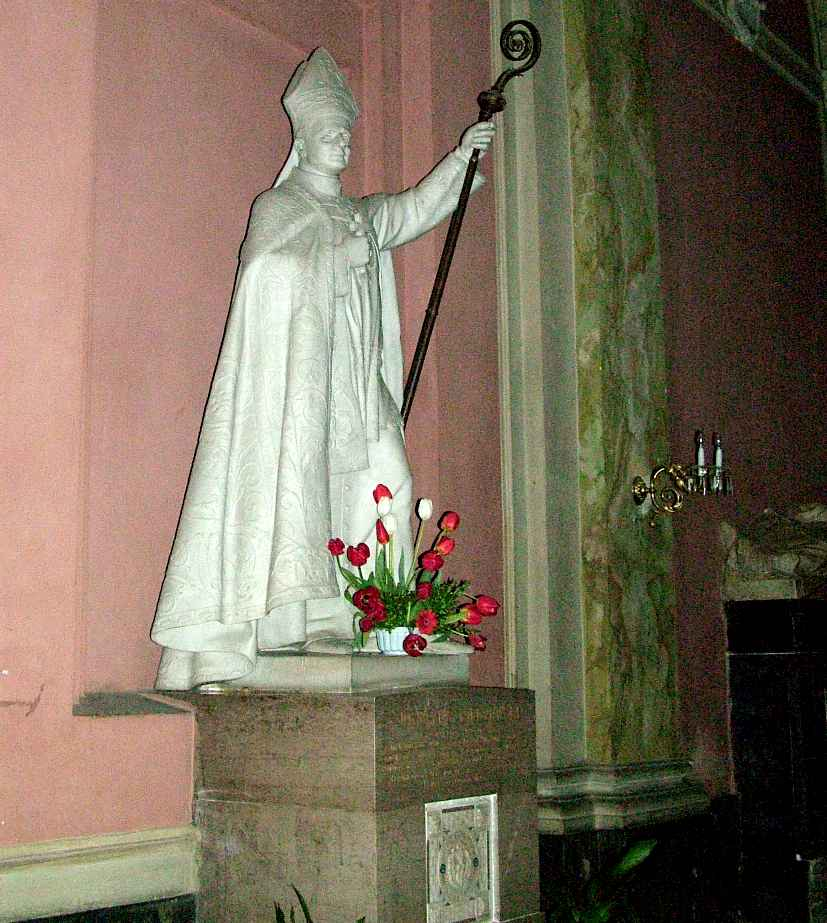
Standbeeld van Józef Bilczewski in de kathedraal van Lviv

- Gemeinsame Normdatei: 11917765X
- International Standard Name Identifier: 0000 0000 7139 794X
- Library of Congress Control Number: n99017072
- Nationale Bibliotheek van Tsjechië: mzk2007390654
- Nationale Bibliotheek van Polen: a0000001182046
- Virtual International Authority File: 54952333
- WorldCat: E39PBJpJcBQDhrg6jWcgJ8XTpP